# ブルボンの封印
『ブルボンの封印』（ブルボンのふういん）は、藤本ひとみの歴史小説。新潮社より1992年12月に刊行された。
これまで歴史家や小説家や研究者たちが、その正体について様々な推測や創作をしてきた鉄仮面伝説をテーマにしている。

## 主な登場人物
- マリエール - 赤ん坊の時、偶然から宰相マザランに拾われ、ジェームズ・ド・ラ・クローシュの乳母ペロネッタに預けられ育てられる。肩に百合の烙印があるため、周囲から避けられている。
- ジェームズ・ド・ラ・クローシュ - ルイ13世の密命でジャージィ島の名門貴族カータレット家の養子として育てられる。乳母ペロネッタの養女マリエールと共に育つ。高潔な美青年。自分の出生に疑問を持っている。
- ルイ  - フランス国王ルイ14世。
- ルイ13世 - ルイの父親。臨終間際に「あれをイングランドへ」とマザランに言い残す。
- ジュール・マザラン枢機卿 - フランスの宰相。ブルボン王家の秘密を隠し通そうと動く。
- サンマロ侯爵カータレット - ジャージィ島の名門貴族。宰相マザランからジェームズを預かり、育てる。
- チャールズ - チャールズ1世の王子。清教徒革命から亡命しカータレット家に住む。
- ペロネッタ - ジェームズの乳母。かつてはアンヌ王妃の侍女。マリエールを引き取って育て、やがて調薬師セルジュ・ボスと結婚しマノンを産む。
- セルジュ・ボス - カータレット家に出入りするジャージィ島の調薬師。高嶺の花だったペロネッタと結婚し有頂天になるが。
- マノン -  セルジュ・ボスとペロネッタの娘。マリエールの血の繋がらない妹。母とカータレット侯爵の不貞を父に告げ口したことにより、父から母と共に暴力を受け家に居場所がなくなり、怪しげな男から毒薬の調合を学ぶ。ジェームズを慕う。
- アドリアン・モーリス・ド・ノアール - ルイの側近。
- フランソワ・ミシェル - ルイの側近。陸軍卿ル・テリエの息子。

## あらすじ
17世紀半ばのフランス。臨終間際のルイ13世は宰相マザラン枢機卿に「あれを、イングランドへ」と言い残す。王の密命を受け、急ぎ秘密の屋敷へ向かうマザランの馬車は、捨て子を養育院へ運ぶ男を轢き殺す。事故現場には投げ出された赤ん坊が泣いていた。先を急ぐマザランは、赤ん坊を馬車に乗せると、秘密の屋敷を訪れる。そこにはジェームズという５才の高貴な美しい少年が乳母のペロネッタと暮らしていた。マザランはジェームズに、チャネル諸島ジャージィ島（英国領だがフランス語圏）のサンマロ侯爵カータレット家の養子になるよう告げる。外界から隔離されて孤独に暮らすジェームズは、マザランが拾った赤ん坊と一緒に暮らしたいと希望する。赤ん坊の肩には百合の烙印とマリエールという刺青が有った。
ジェームズが養子に入ったジャージィ島のサンマロ侯爵カータレット家はイングランド王家の血を引く名門貴族で、当主と亡命中のチャールズ王子の二人は遊び人で淫蕩、イングランド生まれの夫人と娘は敬虔な新教徒であった。そのはざまに置かれたジェームズは敬虔と放蕩という相反する教育を受けながらも高貴さを失わず美しい青年へと成長し、マリエールも清純で美しい少女にへと成長していく。
マリエールの母代わりだった乳母のペロネッタは屋敷に出入りする調薬師ボスと結婚して、マノンを産んだ。ある日、ジェームズとマリエールとマノンは、ペロネッタとカーターレット侯爵との不貞現場を目撃してしまう。強いショックを受けた姉妹に、ジェームズは、二人を赦し誰にも言わぬよう諭す。マリエールはジェームズの教えに従ったが、多感な少女だったマノンは父親に告げ口をしてしまう。以来、マノンと母親は、父親からの暴力を受けるようになり、マノンは家に居場所を失う。マノンはいかがわしい店に出入りし、毒薬調合の知識を身につけていく。養女ゆえに暴力を逃れたマリエールも、肩の百合の烙印が原因で島で孤立していた。
ジェームズは、自分がイングランド国王チャールズ1世の息子ではないかと疑念を持つようになる。当時のイングランドは清教徒革命により国王が処刑され、混乱状態にあった。
ジェームズはやがてガーンジィ島の大学へ留学し、4年後に帰島しマリエールと再会した。二人は互いにほのかな恋心を抱くが、突如として陸軍卿ル・テリエを筆頭としたフランスの追手がジェームズの元に迫る。逃走したジェームズをマリエールは匿う。清らかで情熱的な口づけを交わしたジェームズは「もし自分がイングランド国王なら、神に与えられた義務を果たし、そして必ずマリエールを王妃にする」と誓う。
ジェームズは海を泳いでフランス本土に渡り、さらにイングランド本土へ逃がれる。マリエールも自分の出生の秘密とジェームズを追ってフランスへ渡る。一方のマノンは、ル・テリエのスパイとしてジェームズを追う役目を担う。
道中で、マリエールは病に倒れたルイという青年を治療する。ジェームズと瓜二つのルイの正体は、フランス国王ルイ14世だった。若い側近のアドリアン・モーリスとフランソワ・ミシェルは、宰相ジュール・マザランやニコラ・フーケに公私とも支配され放蕩生活を送るルイが、真の王として覚醒することを願っていた。ルイを治療したことがきっかけで、マリエールはアドリアン・モーリスの保護下で教育を受け、自分の出生の秘密に迫っていく。一方、ルイはマリエールを愛するようになる。
そんなある日、ジェームズの遺書と遺品がマリエールの元へ届けられた。ジェームズは、マノンが自分の身代わりとなって障害を負った負い目から肉体関係を持ち、マノンは妊娠していた。すべてはジェームズの妻になる夢を果たそうとするマノンの策略だった。
偽の遺書でジェームズが死んだと思い込んだマリエールは絶望し、ついにルイの愛妾となることを決意する。ルイはマリエールに溺れ、スペイン出身の王妃マリー・テレーズを粗雑に扱い、スペインとの外交問題になりかける。マリエールもルイにジェームズの姿を重ね、思い悩んでいた。
マリエールは自分の生家ピカルディ家の謎を解くため、実父アントワーヌが携わった毒殺事件を調べ始める。その途上、牢獄の囚人たちの悲惨な待遇を知る。また、下級貴族出身の軍人ド・ヴォーバンと知り合ったことで、社会制度や福祉に対する関心を持つ。マリエールの両親はマリエールが赤ん坊のころ無実の罪で処刑されていた。両親は逮捕される直前に、女中にマリエールを託して逃がした。女中は逃げる途中で、マザランの馬車に轢かれた男が背負い籠に入れていた赤ん坊とマリエールを入れ替えたのだ。建築家ヴォーバンは父の親友で、両親のために隠し扉を作っていた。その隠し扉の鍵をマリエールは、囚人(マリエールを逃した女中)から受け取る。マリエールは、両親を無実の罪で死に追いやった者の名前を知る。それはニコラ・フーケだった。フーケは政敵を殺害するために毒薬を入手していた。それを知ったマリエールの両親を懐柔できないと知ると、マザランの助力を得て夫妻に無実の罪を着せ処刑させたのだ。
一方、ジェームズは、自分がルイ14世の兄で、正当な王位継承者であることを知る。ジェームズはフーケとイングランド国王チャールズ2世の協力を得るが、彼らの真意がフランス国土のイギリスへの割譲と、陰謀であることを察知し、フランスへ帰還する。
ルイ14世とアドリアンたちは、フーケの失脚を決心し、1661年8月、フーケの開催した絢爛豪華な園遊会に向かう。そこにルイと瓜二つのジェームズが現れる。こうして出生以来、初めて双子の兄ジェームズと弟ルイは顔を合わせた。ところが、ジェームズとマリエールが再会した事で嫉妬にかられたマノンは、マリエールにジェームズの栄養剤と偽って毒薬を渡す。マリエールはジェームズのグラスに栄養剤を入れた。ルイとジェームズがグラスを飲み干した後で、ジェームズとルイが衣装を交換して入れ替わっていた事が明らかになる。マノンの毒によってルイは倒れ、意識不明となってしまう。ルイが意識不明となった今、国王はジェームズしかいない。説得され、ジェームズはルイとしてフランス国王になることを決意する。衝撃に茫然となったマリエールが厨房へ戻ると、マノンがジェームズの子を宿したままこと切れていた。幼いころから愛情を求め続け、愛するジェームズの記憶を奪った上で、マリエールを毒殺しようと図り、全てを独占したと信じ死んだマノンに、マリエールは深い悲哀を禁じ得ないのだった。

国王ルイ14世による親政が始まった。その数年後。ピカルディ家を再興し貴族としての務めを見出したマリエールの元に、ルイ14世(ジェームズ)が忍んで訪れ、「やり直せないだろうか」と告げた。ジェームズの表情にはジャージィ島で迷った日々の面影は無く、国のために生きる国王としての未来と決意があった。その頃、北イタリアのフランス領ピニェーロの監獄には、鉄の仮面で顔を覆われ王族のように丁重な扱いを受ける囚人がいた。人々は彼のことを「鉄仮面」と呼んだ。

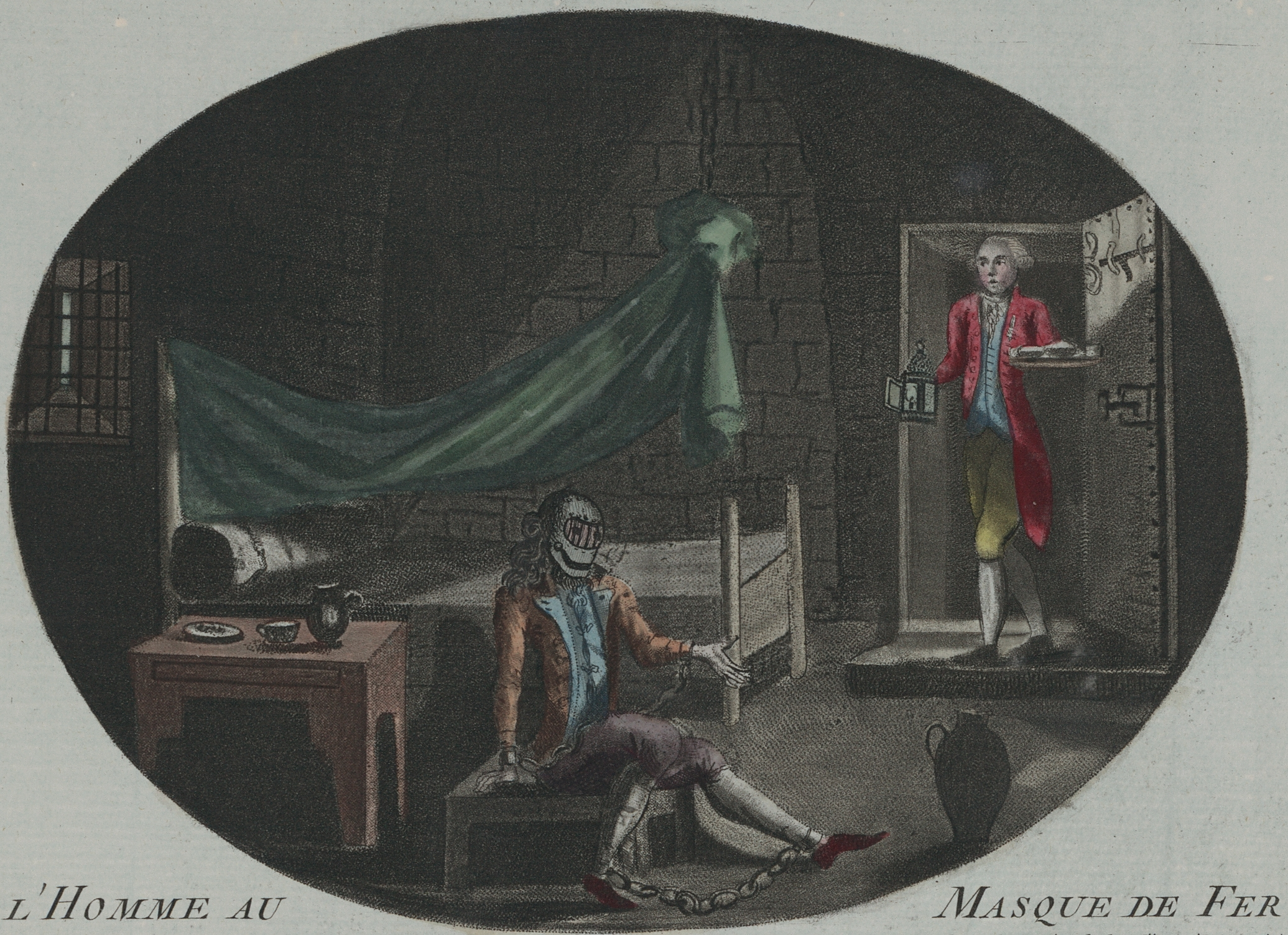
監獄の鉄仮面

## 舞台
1993年に宝塚歌劇団が舞台化した。

## 漫画
森川久美が漫画化。角川書店・あすかコミックスDXから全3巻で発売。講談社漫画文庫から全2巻で発売。

## ラジオドラマ
1993年8月、NHK-FMの青春アドベンチャーでラジオドラマ化された。
- 初出 ： 1993年8月16日～9月3日
- 回数 ： 全15回（各回15分）
- 原作 ： 藤本ひとみ
- 脚色 ： 小林龍雄
- 音楽 ： 梶本芳孝
- 演出 ： 伊藤豊英
- 主演 ：高橋理恵子

## 音声作品
ブルボンの封印
新潮CDブック
発売日 1993/12
- アドリアン・モーリス　山寺宏一
- ジェームズ　松本保典
- ルイ　子安武人
- フランソワ・ミシェル　速水奨
- マザラン　石森達幸
- マリエール　島本須美
- マノン　松井菜桜子
- ル・テリエ　羽佐間道夫
- ニコラ・フーケ　野沢那智

	(イラスト:いのまたむつみ）
ブルボンの封印/コート・ダ・ジュール
宝塚歌劇団　雪組公演(宝塚大劇場)	
宝塚クリエイティブアーツ
発売日 1994/02
(主な出演者)
- 一路真輝
- 紫とも
- 高嶺ふぶき
- 轟悠
- 香寿たつき
- 純名里沙
- 花總まり

## 関連作品
- アリシア 白の輪舞(ロンド)-鉄仮面の秘密 - 1984年の漫画。原作：藤本ひとみ、漫画：はざまもり。本作と同じく鉄仮面伝説とルイ14世の双子の兄弟との恋を題材とした作品。
- 虹をとべ!リオンヌ - 1986年の漫画。原作：藤本ひとみ（花織まりこ名義）、漫画：しのざき薫。ルイ14世が実は男として育てられた女性という設定で描かれた作品。
  - 花ざかりのロワイアル - 「虹をとべ!リオンヌ」を原作者自身が小説化したもの。